# Djupliggande pelarstation

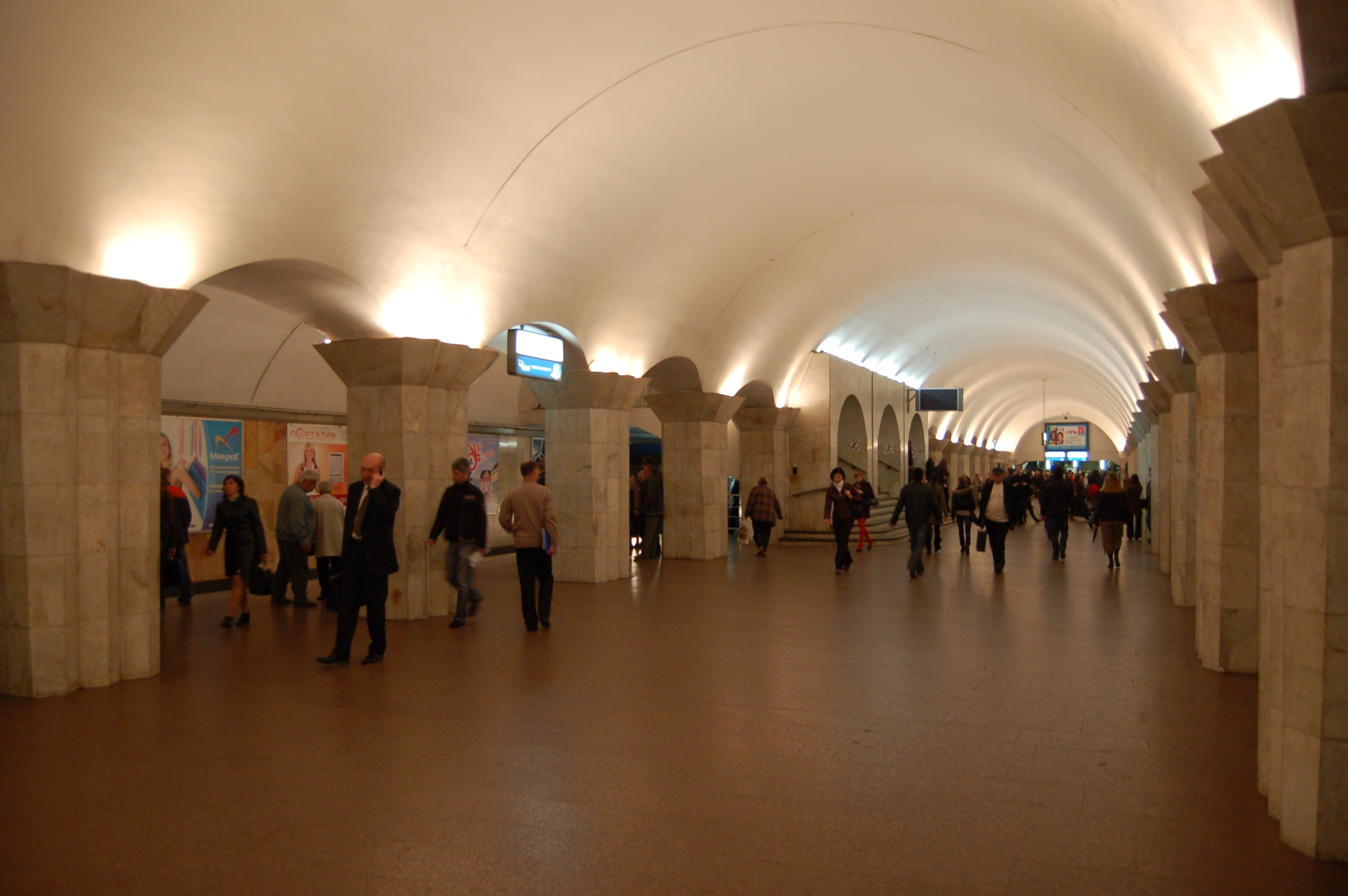
Exempel på en djupliggande pelarstation, Majdan Nezalezjnosti i Kievs tunnelbana.

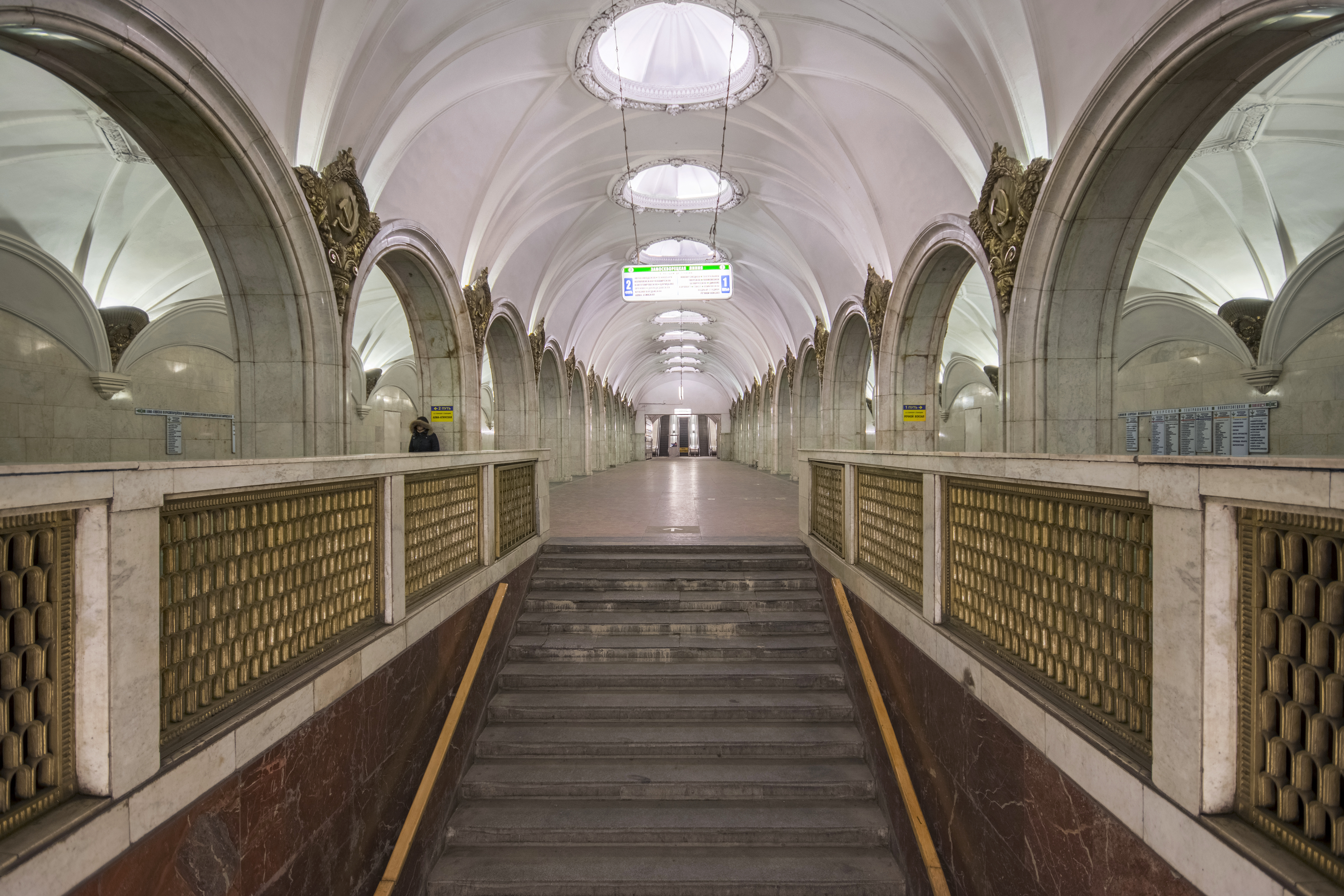
Djupliggande pelarstationen Paveletskaja på Zamoskvoretskajalinjen i Moskvas tunnelbana.

En djupliggande pelarstation är en typ av tunnelbanestation på stort djup under marken, som består av en centralhall med två sidohallar, med tillträde till varandra genom öppningar mellan en rad pelare. Belastningen ovanifrån fördelas på pelarna genom valvkonstruktioner.
Den stora fördelen med en pelarstation är den betydligt större kontakten mellan hallarna jämfört med en pylonstation, där de kraftiga pylonerna ofta avdelar hallarna till tre helt separata rum.
Den första djupliggande pelarstation som byggdes var Majakovskaja i Moskvas tunnelbana, som öppnade år 1938.

## Pelar/väggstation
En variant på pelarstationer är "pelar/väggstationer", där en del av mellanrummen mellan pelarna ersätts med väggar, för att ge ökad motståndskraft mot jordtrycket ovanifrån, i de fall markförhållandena är svåra. Exempel på sådana stationer är Krestjanskaja Zastava och Dubrovka i Moskvas tunnelbana.